# 只野直三郎

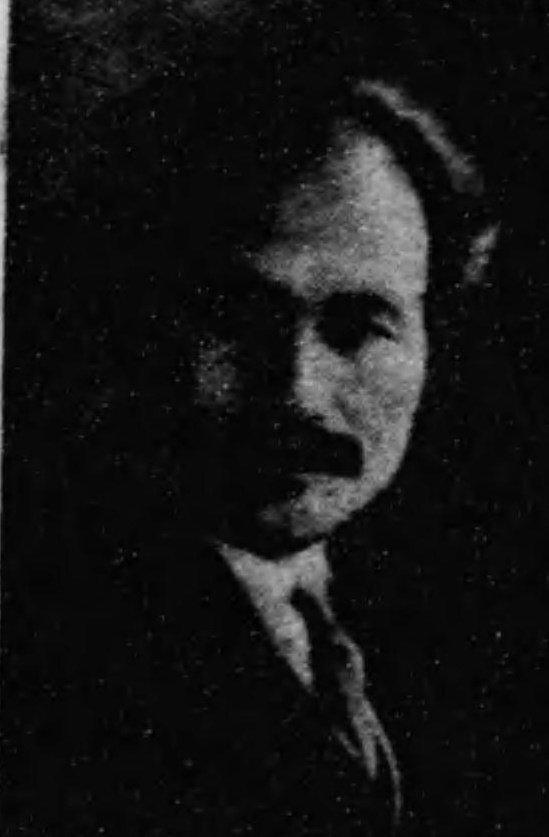
只野直三郎

只野 直三郎（ただの なおさぶろう、1900年〈明治33年〉10月2日 - 1984年〈昭和59年〉9月26日）は、日本の政治家、衆議院議員。陸軍司政官。

## 経歴
宮城県遠田郡田尻町（現在の大崎市）出身。1932年（昭和7年）、東北帝国大学法文学部を卒業。東北中学の教諭や東北薬学専門学校の講師を経て、1942年（昭和17年）の第21回衆議院議員総選挙に非推薦で立候補したが落選した。同年、陸軍司政官となった。他にも東北中学・商業学校校長代理や東北農学校長などの役職を務め、1946年（昭和21年）に日本人民党を結成して党首となった。同党は実質的に只野の個人政党であったが、1947年（昭和22年）第23回衆議院議員総選挙に宮城1区から立候補し初当選した。一度の落選を挟んで通算3回の当選を果たし、2回目（1952年）と3回目（1953年）はトップ当選だった。55年体制成立後は当選から遠ざかったが、1980年（昭和55年）の第36回総選挙まで立候補を続けた。1977年（昭和52年）、勲三等瑞宝章を受章した。

## 国政選挙歴
- 第21回衆議院議員総選挙（宮城1区、1942年4月、翼賛政治体制協議会非推薦）落選[3]。
- 第22回衆議院議員総選挙（宮城県全県区、1946年4月、諸派）落選[3]。
- 第23回衆議院議員総選挙（宮城1区、1947年4月、日本人民党）当選[3]。
- 第24回衆議院議員総選挙（宮城1区、1949年1月、日本人民党）落選[3]。
- 第25回衆議院議員総選挙（宮城1区、1952年10月、日本人民党）当選[3]。
- 第26回衆議院議員総選挙（宮城1区、1953年4月、日本人民党）当選[4]。
- 第27回衆議院議員総選挙（宮城1区、1955年2月、日本人民党）落選[4]。
- 第28回衆議院議員総選挙（宮城1区、1958年5月、日本人民党）落選[4]。
- 第29回衆議院議員総選挙（宮城1区、1960年11月、日本人民党）落選[4]。
- 第30回衆議院議員総選挙（宮城1区、1963年11月、日本人民党）落選[4]。
- 第31回衆議院議員総選挙（宮城1区、1967年1月、日本人民党）落選[4]。
- 第32回衆議院議員総選挙（宮城1区、1969年12月、日本人民党）落選[4]。
- 第33回衆議院議員総選挙（宮城1区、1972年12月、日本人民党）落選[5]。
- 第34回衆議院議員総選挙（宮城1区、1976年12月、日本人民党）落選[5]。
- 第35回衆議院議員総選挙（宮城1区、1979年10月、日本人民党）落選[5]。
- 第36回衆議院議員総選挙（宮城1区、1980年6月、日本人民党）落選[5]。

## エピソードなど
- 天皇主権の確立、統領制度の樹立（内閣総理大臣の公選制度導入）、州郡制度の実施など、ユニークな主張を展開した。特に州郡制度は、近年議論されている道州制につながる主張であるとして、「先見の政治家」と評価する声がある。
- 衆議院議員時代に日本自由党、落選後も自由民主党の国会議員から入党を勧められたことがあったが、日本人民党の党首であることを理由に固辞したという。
- 旧田尻町出身者としては、唯一の国会議員（2008年現在）。
- 田尻町文化センター（現・大崎市田尻文化センター）には、2001年4月に顕彰碑が建立された。2006年11月、只野に関する品を一堂に集めた展示室も作られた。
- 自民党の衆議院議員で外務大臣、大蔵大臣などを務めた三塚博は、国政出馬に当たり、只野の選挙の仕方を参考にしたと生前語っていた。また鈴木邦男は生前の只野に会い、鈴木が国民投票を中心とする直接民主制を主張したことに只野が共鳴したと回想している。

### 兄・只野直助
- 只野の兄・只野直助は沼部村（後の田尻町 → 大崎市）の16代村長。後に登米郡中田町（現登米市）へ移り、180ヘクタール（東京ドーム40～50個分）を一代で築いた開田王として知られる（現在の只野農場）。日本人民党公認で宮城2区から立候補したこともあるが、落選した。